# Arcas splendor
Arcas splendor is een vlinder uit de familie van de Lycaenidae. De wetenschappelijke naam van de soort werd als Thecla splendor in 1907 gepubliceerd door Hamilton Herbert Druce.